# Drassyllus baccus
Drassyllus baccus Platnick & Shadab, 1982 è un ragno appartenente alla famiglia Gnaphosidae.

## Etimologia
Il nome proprio deriva da un'arbitraria combinazione di lettere, come indicato dallo stesso descrittore nella pubblicazione

## Caratteristiche
Fa parte dell'insularis-group di questo genere e ha notevoli somiglianze con D. villus; ne differisce per il margine anteriore dell'epigino di forma alquanto ristretta
L'olotipo femminile rinvenuto ha lunghezza totale è di 6,62mm; la lunghezza del cefalotorace è di 2,22mm; e la larghezza è di 1,85mm

## Distribuzione
La specie è stata reperita in Messico: nei pressi delle cittadine di Creel e Batopilas, nello stato di Chihuahua

## Tassonomia
Al 2015 non sono note sottospecie e dal 1982 non sono stati esaminati nuovi esemplari